# Vitali Fridzon
Vitali Valerjevitsj Fridzon (Russisch: Виталий Валерьевич Фридзон) (Klintsy, 14 oktober 1985) is een voormalig professionele basketbalspeler die speelde voor het nationale team van Rusland. Hij kreeg de onderscheiding Meester in de sport van Rusland en de Medaille voor het dienen van het Moederland op 13 augustus 2012.

## Carrière
Fridzon begon zijn carrière bij Standard Toljatti in 2001. In 2004 stapte hij over naar Chimki Oblast Moskou. In 2011 won Fridzon met die club de VTB United League. In 2006 speelde Fridzon in de finale van de EuroChallenge tegen DKV Joventut Badalona uit Spanje en verloor deze met 88-63. In 2009 haalde Fridzon de finale van de EuroCup tegen Lietuvos rytas Vilnius uit Litouwen en verloor deze met 80-74. In 2012 speelde Fridzon met Chimki in de finale om de EuroCup tegen Valencia BC uit Spanje. Chimki won met 77-68. In 2013 verhuisde hij naar topclub CSKA Moskou. Met die club won hij het Landskampioenschap van Rusland in 2014, 2015, 2016, 2017 en 2018. In 2016 wonnen Fridzon de finale van de EuroLeague. Ze wonnen van Fenerbahçe uit Turkije met 101-96 na verlenging. In 2018 ging hij spelen voor Lokomotiv-Koeban Krasnodar. In 2020 verhuisde hij naar Zenit Sint-Petersburg. Met die club won hij in 2022 de VTB United League.
Fridzon won met Rusland brons op de Olympische Spelen in 2012. Ook won hij brons in 2011 op het Europees Kampioenschap.

## Erelijst
- Landskampioen Rusland: 6
  - Winnaar: 2014, 2015, 2016, 2017, 2018, 2022
  - Tweede: 2006, 2008, 2009, 2010, 2011, 2012, 2013
  - Derde: 2007, 2021
- Bekerwinnaar Rusland: 1
  - Winnaar: 2008
  - Runner-up: 2006
- VTB United League: 7
  - Winnaar: 2011, 2014, 2015, 2016, 2017, 2018, 2022
  - Tweede: 2008
  - Derde: 2021
- EuroLeague: 1
  - Winnaar: 2016
- EuroCup: 1
  - Winnaar: 2012
  - Runner-up: 2009
- EuroChallenge
  - Runner-up: 2006
- Olympische Spelen:
  - Brons: 2012
- Europees Kampioenschap:
  - Brons: 2011